# Janderup
Janderup er en lille by i Sydvestjylland med 794 indbyggere  (2024), beliggende i Janderup Sogn. Byen ligger i Varde Kommune og tilhører Region Syddanmark. Janderup er stationsby og befinder sig på jernbanestrækningen Varde-Nørre Nebel.
En lille kilometer syd for Janderup finder man Janderup Kirke, beliggende tæt ved Varde Å. I selve byen ligger Janderup Mejeri der blev opført i 1883. I dag planlægger man at gøre mejeriet til et kultursted for lokalområdet.
På det sportslige område fusionerede Janderups lokale fodboldklub (JFS) i 1986 med naboklubben i Billum, til den nuværende boldklub Janderup Billum Samarbejde. Der spilles på flere stadioner i kommunen. Foruden fodbold dyrker moderklubben, JFS, badminton og gymnastik i Janderup Hallen.
I årene 1868 til 1918 lå Janderup Højskole på stedet (også stavet: Jandrup).
Fra stationsbyen er der knap 7 kilometer til Oksbøl, godt 7 til Varde og godt 17 til Vesterhavet (ved Vejers Strand).
Janderup Ladeplads lå i sin tid ved Varde Å.